# Eupteryx longicephala
Eupteryx longicephala är en insektsart som beskrevs av Irena Dworakowska 1978. Eupteryx longicephala ingår i släktet Eupteryx och familjen dvärgstritar. Inga underarter finns listade i Catalogue of Life.